# Tatrzański Park Narodowy (Słowacja)

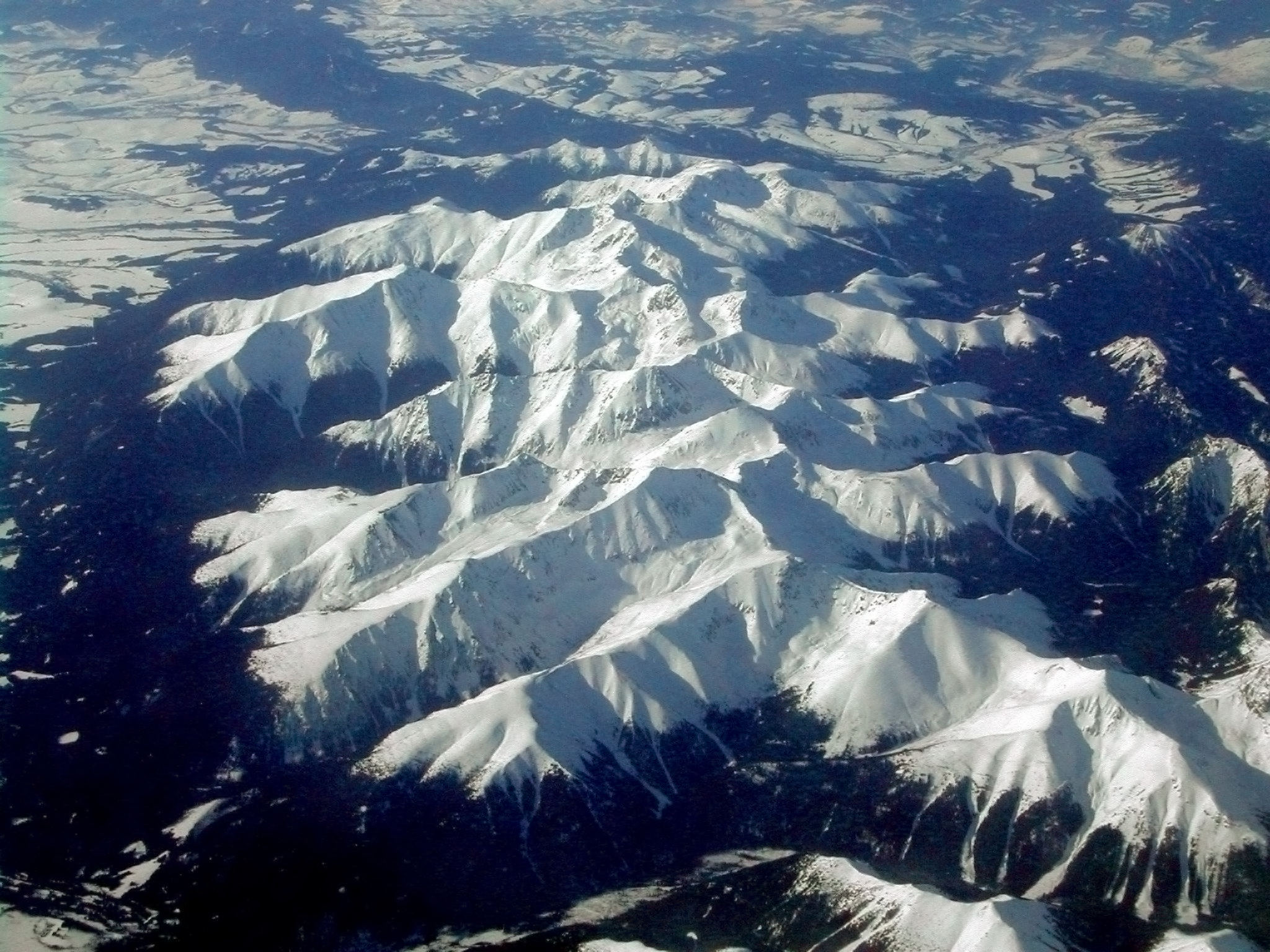
Tatry Zachodnie z lotu ptaka

Tatrzański Park Narodowy (słow. Tatranský národný park, TANAP) – słowacki odpowiednik polskiego Tatrzańskiego Parku Narodowego, powstały 1 stycznia 1949 r. Tatrzański Park Narodowy jest najstarszym parkiem narodowym na Słowacji.
TANAP obejmuje część Tatr Wysokich (Vysoké Tatry) z najwyższym szczytem Tatr, Gerlachem (2655 m n.p.m.), Tatr Zachodnich (Západné Tatry) i całość Tatr Bielskich (Belianske Tatry). Powierzchnia parku w latach 1949–1987 wynosiła 50 965 ha – obejmował on wówczas jedynie Tatry Bielskie i Wysokie oraz otoczenie Doliny Cichej. 1 kwietnia 1987 r. powiększono park o niemal całe słowackie Tatry Zachodnie, a powierzchnia wyniosła 76 883 ha. Dziś park obejmuje 74 284 ha, a powierzchnia jego pasma ochronnego 307 km².
Do głównych zadań TANAP-u należą:
- zachowanie pierwotnego stanu środowiska naturalnego poprzez wszechstronną ochronę
- kierowanie wykorzystaniem gór do celów rekreacyjnych, leczniczych i sportowych[2].

W 1992 r. TANAP i TPN zostały uznane przez UNESCO za rezerwat biosfery, międzynarodowy obszar o światowym znaczeniu. Siedzibą TANAP-u jest Tatrzańska Łomnica (Tatranská Lomnica). Znajdują się tu władze administracyjne parku, biura Lasów Państwowych TANAP-u, instytut badawczy i Muzeum TANAP-u.
W roku 2013 Międzynarodowa Unia Ochrony Przyrody zagroziła TANAP obniżeniem statusu parku narodowego w prowadzonej przez tę organizację klasyfikacji z powodu dużych inwestycji (głównie w infrastrukturę narciarską) na terenie parku, które bardzo poważnie ingerują w krajobraz i przyrodę.